# Samsung Gear S2
La Samsung Gear S2 est une montre intelligente produite et vendue par Samsung Electronics. Elle utilise le système d'exploitation Tizen, de Samsung, et est dévoilée à l'IFA en 2015.
Son successeur, la Samsung Gear S3, est sorti le 18 novembre 2016.

## Caractéristiques
La montre dispose d'une interface utilisateur optimisée pour sa lunette rotative et d'un indice de protection IP68 pour une résistance à l'eau jusqu'à 1,5 mètre de profondeur pendant 30 minutes. Elle est compatible avec les bracelets de montre de 20 mm de largeur,. Elle dispose d'un écran Super AMOLED avec une définition de 360×360 pixels et une taille d'écran de 1,2 pouce. La montre dispose d'un processeur Exynos double cœur cadencé à 1 GHz. Elle est compatible avec Samsung Pay pour les paiements sans contact NFC.
| Modèle          | Gear S2 (Wi-Fi uniquement) | Gear S2 Classique | Gear S2 (3G) |
| --------------- | --- | --- | --- |
| Dimensions      | 49,8 × 42,3 × 11,4 mm | 43,6 × 39,9 × 11,4 mm | 51,8 × 44 × 13,4 mm |
| Contribution    | Touche capacitive Podomètre (capteur 9 axes) Moniteur de fréquence cardiaque PPG Deux microphones Détecteur de lumière ambiante Wi-Fi 802.11 b / g / n Bluetooth LE Haut-parleur (variante 3G uniquement) | Touche capacitive Podomètre (capteur 9 axes) Moniteur de fréquence cardiaque PPG Deux microphones Détecteur de lumière ambiante Wi-Fi 802.11 b / g / n Bluetooth LE Haut-parleur (variante 3G uniquement) | Touche capacitive Podomètre (capteur 9 axes) Moniteur de fréquence cardiaque PPG Deux microphones Détecteur de lumière ambiante Wi-Fi 802.11 b / g / n Bluetooth LE Haut-parleur (variante 3G uniquement) |
| Processeur      | ARM Cortex-A7 double cœur Exynos 1 GHz | ARM Cortex-A7 double cœur Exynos 1 GHz | Qualcomm Snapdragon 400 1,2 GHz ARM double cœur Cortex-A7 |
| Stockage et RAM | 4 Stockage interne Go, 512 Mo de RAM | 4 Stockage interne Go, 512 Mo de RAM | 4 Stockage interne Go, 512 Mo de RAM |
| Type de bande   | Fluoroélastomère | Cuir | Fluoroélastomère |
| Batterie        | 250 Batterie mAh 3.8v | 250 Batterie mAh 3.8v | 300 Batterie mAh 3.8v |